# Justicia hylobia
Justicia hylobia är en akantusväxtart som beskrevs av Emery Clarence Leonard. Justicia hylobia ingår i släktet Justicia och familjen akantusväxter. Inga underarter finns listade i Catalogue of Life.